# Lindeberg
Lindeberg is een plaats in de Noorse gemeente Lillestrøm, fylke Akershus. Lindeberg telt 748 inwoners (2007) en heeft een oppervlakte van 0,63 km².